# Trachelyopterus fisheri
Trachelyopterus fisheri is een straalvinnige vissensoort uit de familie van de houtmeervallen (Auchenipteridae). De wetenschappelijke naam van de soort is voor het eerst geldig gepubliceerd in 1916 door Eigenmann.